# Pietro Strobl junior
Pietro Strobl junior (Cles, 28 maggio 1642 – Cles, 9 aprile 1713) è stato un intagliatore italiano. Artista locale attivo principalmente in Val di Non, padre dell'intagliatore Giacomo Strobl junior.

## Biografia
|                                      |                                      |                                         |                                         |                           |                           |                             |                             |                             |                             |
|                                      |                                      |                                         | Paolo Strobl *? †post 1625              |                           |                           |                             |                             |                             |                             |
|                                      |                                      |                                         |                                         |                           |                           |                             |                             |                             |                             |
|                                      |                                      |                                         |                                         |                           |                           |                             |                             |                             |                             |
| Alessandro Strobl senior *1612 †1690 | Alessandro Strobl senior *1612 †1690 | Giacomo Strobl senior *1614? †post 1691 | Giacomo Strobl senior *1614? †post 1691 |                           |                           | Bartolomeo Strobl *? †?     | Bartolomeo Strobl *? †?     |                             |                             |
|                                      |                                      |                                         |                                         |                           |                           |                             |                             |                             |                             |
|                                      |                                      |                                         |                                         |                           |                           |                             |                             |                             |                             |
| Paolo Strobl *1642 †?                | Paolo Strobl *1642 †?                | Pietro Strobl junior *1642 †1713        | Pietro Strobl junior *1642 †1713        | Paul Strudel *1648? †1708 | Paul Strudel *1648? †1708 | Peter Strudel *1660? †1714? | Peter Strudel *1660? †1714? | Dominik Strudel *1667 †1715 | Dominik Strudel *1667 †1715 |
|                                      |                                      |                                         |                                         |                           |                           |                             |                             |                             |                             |
|                                      |                                      |                                         |                                         |                           |                           |                             |                             |                             |                             |
|                                      |                                      | Giacomo Strobl junior *1675 †1749       |                                         |                           |                           |                             |                             |                             |                             |

Il nonno di Pietro, Paolo Strobl, si trasferì da Mittenwald, in Baviera, a Cles nel 1611. Si sposò con una donna del paese, Antonia Cavalieri ed ebbero cinque figli, tra questi Giacomo senior (1614? - post 1691) e Bartolomeo (1625? - ?), che diedero origine a due rami familiari protagonisti nelle vicende artistiche dell'epoca. Quarto figlio di Giacomo Strobl e della sua seconda moglie Maria Furlani, Pietro nacque a Cles il 28 maggio 1642.
Bartolomeo si spostò a Denno, dove nacquero i tre figli Paul (1648), Peter (1660?) e Dominik (1667), che utilizzarono il cognome Strudel.
Giacomo senior avviò una fiorente bottega a Cles (che invece conservò alternativamente le forme Strobl, Strobli e Strudelli), qui iniziò l'apprendistato di Pietro junior.

## Opere

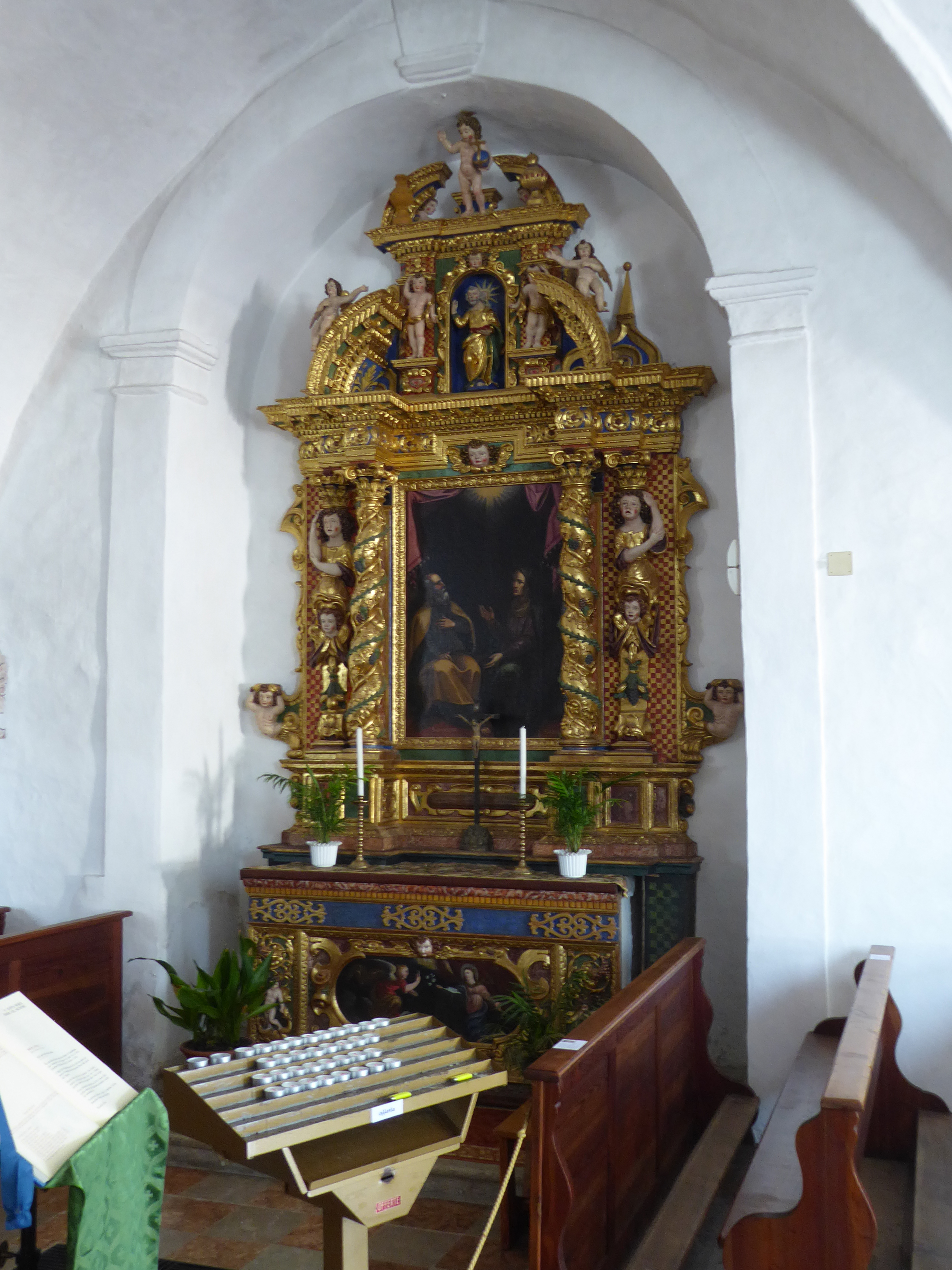
Chiesa di Santa Maria (Sanzeno), Altare laterale destro, opera di Pietro Strobl junior

- Cortaiolo (Vione), santuario della Madonna: Paliotto dell'altare maggiore (1700)
- Dermulo, chiesa dei Santi Filippo e Giacomo: Altare di San Bartolomeo (1679)[6][7]
- Dres, chiesa di San Tommaso: Altare maggiore (1672)[8]
- Quetta, chiesa di Sant'Egidio: Ancona della pala raffigurante la Madonna con Bambino e santi (attribuita da Raffaella Colbacchini)[9]
- Sanzeno, chiesa di Santa Maria: Altare laterale destro (1678-1681). Le colonne interne tortili sono percorse da tralci e grappoli d'uva, quelle esterne presentano alla base un mascherone (influenza dei Bezzi, intagliatori solandri) sul quale poggia un putto che sostiene una figura cariatide, che a sua volta sostiene un capitello composito. Il timpano a doppio arco spezzato accoglie la statua di un santo, sotto la figura di Gesù Bambino[6][10]
- Taio (Predaia), chiesa di Santa Maria del Rosario: Altare laterale destro (1685), proveniente dalla chiesa di San Vittore
- Tassullo (Ville d'Anaunia), chiesa di Santa Maria Assunta: Adorazione dei Magi (1687), in origine parte dell'altare dei Re Magi, distrutto nell'Ottocento, rimane soltanto il paliotto, ora mensa dell'altare maggiore[11]
- Toss, chiesa di San Nicolò: Ancona dell'altare di Santa Lucia (1689), non più esistente[6]
- Vervò (Predaia), chiesa di San Martino: Tabernacolo (1669), Ancona dell'altare laterale sinistro (1683), Altare maggiore (1686)[12]